# Vlaams-Nederlands Huis deBuren

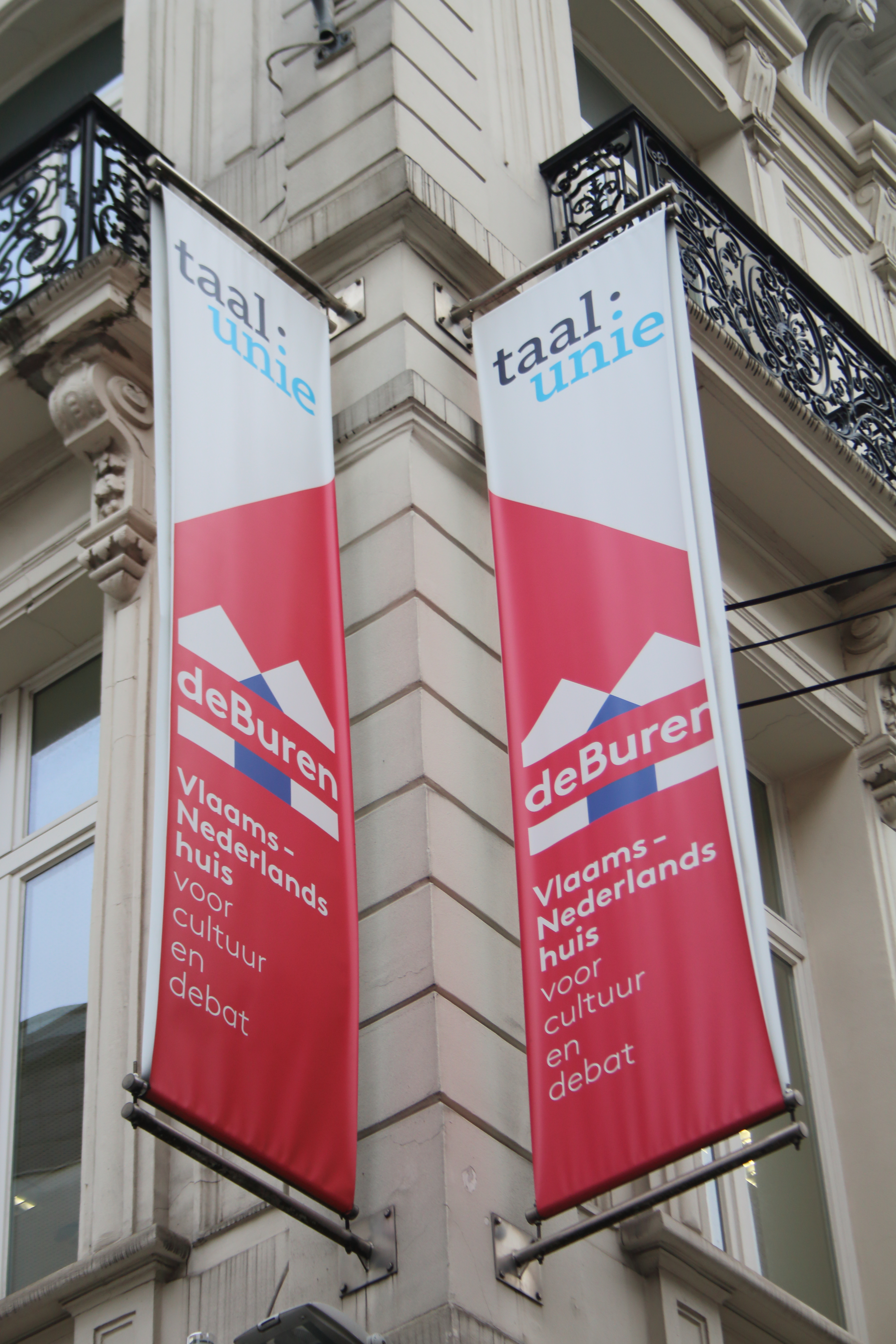

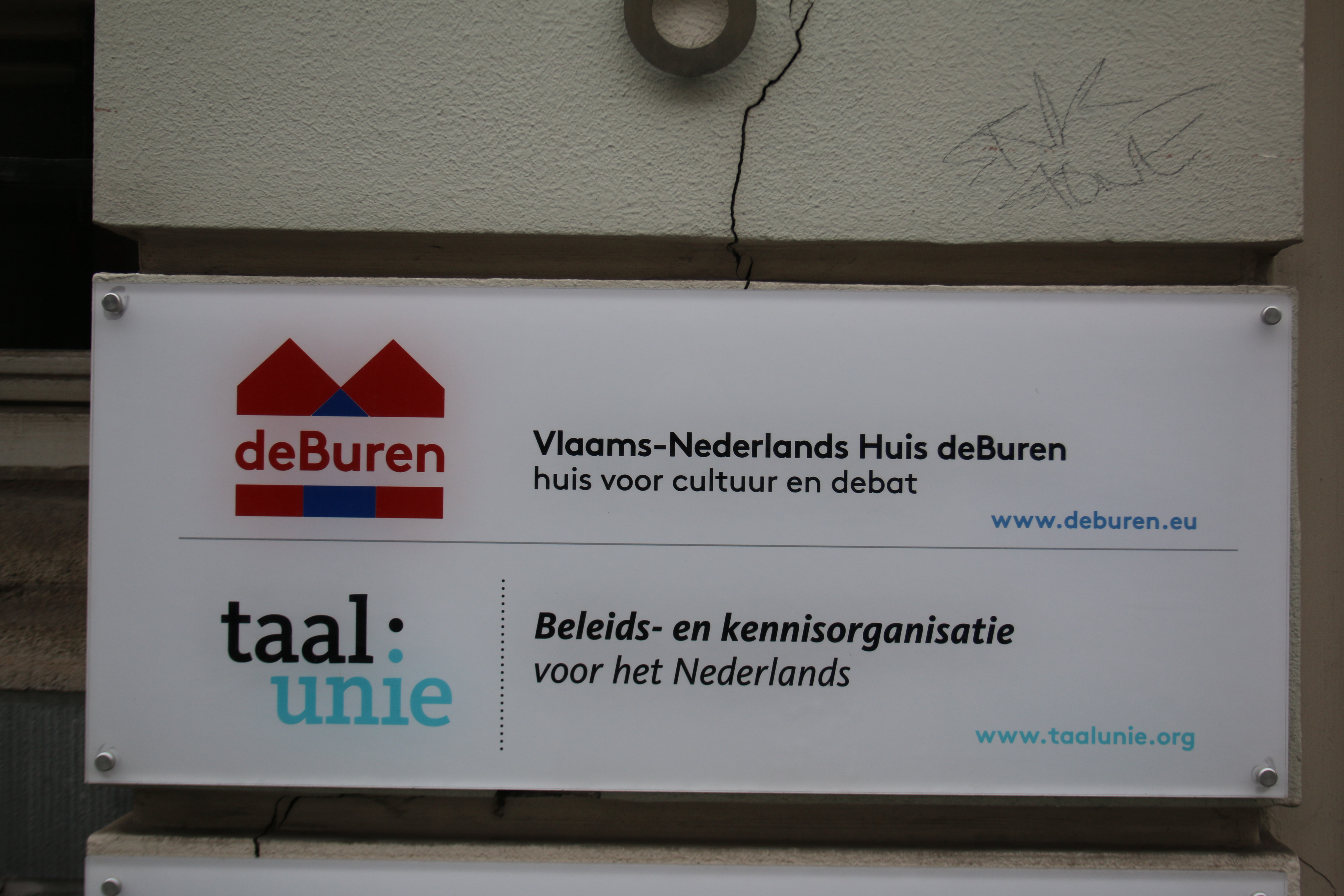

Het Vlaams-Nederlands Huis deBuren is een culturele organisatie in 2004 opgericht door de Nederlandse en de Vlaamse regering met een cultureel centrum in het hart van de Europese hoofdstad Brussel, aan het Muntplein. Het doel van de organisatie en het bijhorend centrum is de cultuur van de Lage Landen te promoten. De website wordt gebruikt om activiteiten ook middels beeld- en/of geluidsverslag aan een zo breed mogelijk publiek aan te bieden.
De website van deBuren biedt ook Radioboeken en citybooks aan. Nederlandse, Vlaamse en internationale auteurs schrijven voor deBuren verhalen. Deze verhalen kunnen gratis gedownload worden om waar gewenst te beluisteren. Inmiddels zijn zo al meer dan 100 podcasts beschikbaar.

## Geschiedenis
In 1980 hebben de beide regeringen een samenwerking vastgelegd in verband met de Nederlandse taal in een Verdrag inzake de Nederlandse Taalunie. In 1995 sloten de Vlaamse en Nederlandse regering een ruimer cultureel verdrag, waaruit de Commissie Cultureel Verdrag Vlaanderen-Nederland ontstond. deBuren is een voortzetting van hetgeen al kaderde inzake de Vlaams-Nederlandse samenwerking op grond van de verdragen omtrent de Nederlandse taal en cultuur. De financiering gebeurt door het Ministerie van de Vlaamse Gemeenschap (Departement WVC - Cultuur) (half miljoen euro en de huisvesting) en het Nederlandse Ministerie van Onderwijs, Cultuur en Wetenschap en BuZa (samen 1 miljoen euro).
De directeur van deBuren is Willem Bongers-Dek. Voorzitter van de Raad van Bestuur en de Algemene Vergadering is Ben de Reu. In 2019 vierde deBuren het vijftienjarig bestaan.

## Schrijfresidentie
Sinds 2012 gaat deBuren iedere zomer met een groep jonge, getalenteerde schrijvers naar Parijs. Ze krijgen er de kans om twee weken lang aan nieuw materiaal te werken en in gesprek te gaan met elkaar en met gerenommeerde auteurs en sleutelfiguren uit het literaire veld. Voor, tijdens en na de residentie stellen de makers enkele keren met een redacteur hun werk op scherp en worden ze op verschillende momenten uitgenodigd om hun werk aan het publiek te tonen.
Oud-residenten zijn onder anderen: Lize Spit, Nina Polak, Rebekka de Wit, Marieke Lucas Rijneveld, Aya Sabi, Joost Oomen, Sabrine Ingabire, Dewi de Nijs Bik, Carmien Michels, Jan Postma, Simone Atangana Bekono, Jelmer Mommers, Younes van den Broeck, Lies van Gasse, Emma Lesuis, Charlotte Van den Broeck, Obe Alkema, Maxime Garcia Diaz, Lotte Lentes en Emy Koopman.
Ze gingen er in gesprek met onder meer auteurs Radna Fabias, Arnon Grunberg, Adriaan van Dis, Rachida Lamrabet, Maxim Februari, Annelies Verbeke, David Van Reybrouck, Maud Vanhauwaert, prof. dr. Gloria Wekker en alleskunner Rashif El Kaoui.

## Pietenpact
Op 12 november 2016 maakte deBuren bekend, dat het met een aantal organisaties een "Pietenpact" had afgesloten. Vanaf 2017 zal in Vlaanderen de figuur van Zwarte Piet worden vervangen door de "roetpiet", de gekleurde piet, de ongeschminkte piet en andere varianten, om stereotypering en ergernis voor zwarte landgenoten te vermijden. De verklaring was onder meer ondertekend door Studio 100, Ketnet, speelgoedketen Dreamland en het katholiek en het gemeenschapsonderwijs. Ook kinderrechtencommissaris Bruno Vanobbergen, Bart Peeters, Hugo Matthysen en Stijn Coninx hebben het pact ondertekend. 
De reacties in Vlaanderen waren niet onverdeeld positief. DeBuren werd verweten een Nederlands probleem te introduceren in Vlaanderen, waar de viering van St. Nicolaas met Zwarte Pieten altijd zonder problemen was verlopen. Enkele steden lieten direct weten, dat bij hun de pieten zwart zullen blijven.